# Austrosimulium bancrofti
Austrosimulium bancrofti är en tvåvingeart som först beskrevs av Taylor 1918.  Austrosimulium bancrofti ingår i släktet Austrosimulium och familjen knott. Inga underarter finns listade i Catalogue of Life.